# Nigel Cleere
Nigel Cleere (21 de septiembre de 1955, Newbury, Berkshire) es un zoólogo, ornitólogo, y taxónomo inglés. Su foco de investigación son los géneros de  Caprimulgiformes (chotacabras, podargos).

## Biografía
Desde 1974, Cleere comenzó al anillamiento de aves. En 1988 se convirtió en miembro del comité de financiación del British Trust for Ornithology (BTO). A señalizado a miles de aves de más de 300 especies en el Reino Unido y en el extranjero, incluyendo Israel, Kuwait, Mallorca, Portugal (varias veces desde 1987), Senegal y Malaui. Entre las aves que han despertado su especial interés destacan Acrocephalus schoenobaenus (carricerín común), Spinus (jilgueros), Emberiza schoeniclus (escribano palustre) y todo tipo de  caprimúlgidos. 
Entre 1993 y 2000, Cleere visitó las colecciones de museos más importantes de Europa y de América del Norte, así como colecciones más pequeñas de África y América del Sur, para capturar y estudiar todo tipo de especies similares a Schwalm para un proyecto de investigación. En 1998 publicó bajo el título. Nightjars: A guide to nightjars and related birds, primera guía de campo sobre Caprimulgiformes. En 2010, otro libro apareció bajo el título: Nightjars of the World: Potoos, Frogmouths, Oilbird and Owlet-Nightjars. Además, escribió artículos para varias revistas, incluyendo Ibis, Cotinga, Emu, Bull. of the British Ornithologists’ Club, ABC Bull., Birding World y British Birds. 
En 1999, escribió el capítulo sobre Caprimulgiformes, en el quinto volumen del Handbook of the Birds of the World. En 2006, describió la subespecie Systellura longirostris mochaensis, y las aves gran prado enano, y gran prado de las islas chilenas de Mocha y del archipiélago de las Guaitecas (en especial de la isla Ascensión).
En 2007 revisó las descripciones de especies de Ernst Hartert, a partir de 1901; y, creó el nuevo género Rigidipenna para ese taxón monotípico.
En agosto de 2002, como conservador de museo participó en el proyecto BioMap en el Museo de Historia Natural para clasificar digitalmente su colección de aves colombianas de 27.000 especímenes. Entre septiembre y diciembre de 2002, continuó recopilando datos para el proyecto BioMap en varias colecciones de museos europeos, incluido el Museo Zoológico de Ámsterdam (ZMA), el Museo Naturalis, de Leiden, el Museo de Historia Natural de Berlín, en el Instituto de Investigación y Museo de la Naturaleza Senckenberg, Fráncfort del Meno, en el Museo Nacional de Historia Natural (MNHNL) en Luxemburgo y en el Museo Cívico de Historia Natural de Milán (MSNM).

## Honores

### Membresías
- British Trust for Ornithology,
- American Bird Club,
- Ornitological Society of Middle East.

## Literatura
- John E. Pemberton: Who’s Who in Ornithology, Buckingham Press, 1997. ISBN 978-0-9514965-8-9, p. 80

## Abreviatura (zoología)
La abreviatura Cleere  se emplea para indicar a Nigel Cleere como autoridad en la descripción y taxonomía en zoología.